# Сума (муниципалитет)
Сума (исп. Suma) — муниципалитет в Мексике, штат Юкатан, с административным центром в одноимённом посёлке. Численность населения, по данным переписи 2010 года, составила 1876 человек.

## Общие сведения
Название Suma c майяйского языка можно перевести как: водяной суум.
Площадь муниципалитета равна 88 км², что составляет 0,22 % от площади штата, а наивысшая точка — 2 метра над уровнем моря, расположена в поселении Сан-Николас.
Он граничит с другими муниципалитетами Юкатана: на востоке с Кансакабом и Теей, на юге с Теканто и Бокобой, на западе и севере с Мотулем.

## Учреждение и состав
Муниципалитет был образован в 1921 году, в его состав входит 3 населённых пункта:
| Код INEGI                  | Населённый пункт                                                          | Численность населения (2005 год) | Численность населения (2010 год) |
| -------------------------- | ------------------------------------------------------------------------- | -------------------------------- | -------------------------------- |
| 072                        | Всего                                                                     | 1768                             | 1876                             |
| 0001                       | Сума (исп. Suma) 21°05′10″ с. ш. 89°08′55″ з. д. (административный центр) | 1743                             | 1861                             |
| 0003                       | Сан-Николас (исп. San Nicolás) 21°06′22″ с. ш. 89°09′36″ з. д.            | 22                               | 11                               |
| —                          | Прочие                                                                    | 3                                | 4                                |
| Названия на карте Генштаба |                                                                           |                                  |                                  |

## Экономика
По статистическим данным 2000 года, работоспособное население занято по секторам экономики в следующих пропорциях:
- производство и строительство — 41,4 %;
- сельское хозяйство и скотоводство — 37,5 %;
- торговля, сферы услуг и туризма — 20,5 %;
- безработные — 0,6 %.

## Инфраструктура
По статистическим данным 2010 года, инфраструктура развита следующим образом:
- протяжённость дорог: 52,7 км;
- электрификация: 99,4 %;
- водоснабжение: 99,6 %;
- водоотведение: 67,3 %.

## Достопримечательности
В муниципалитете можно посетить посетить храм Святого Бартоломе, построенный в эпоху колонизации, а также археологические раскопки цивилизации майя вблизи административного центра.

## Фотографии

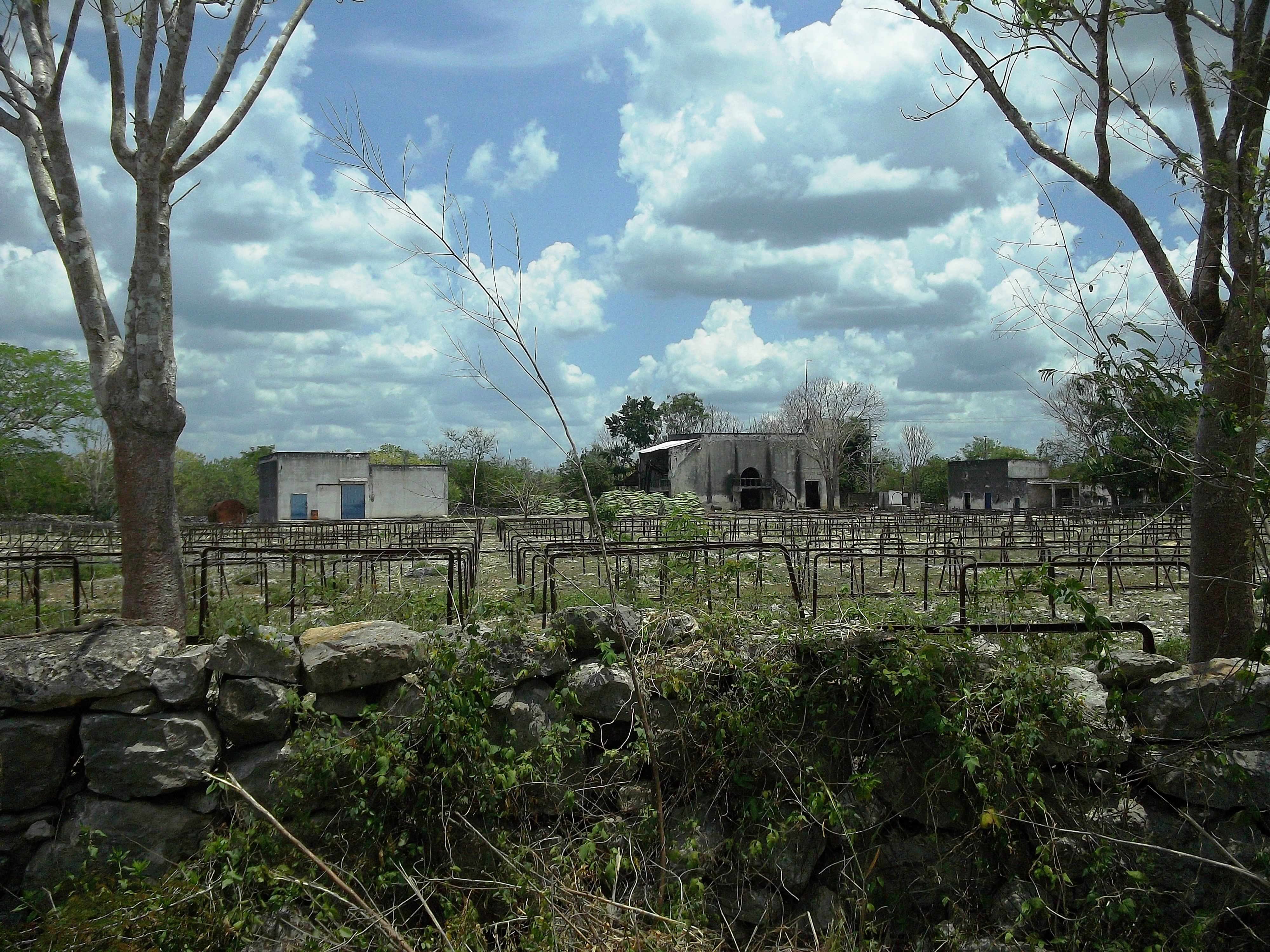
На археологических раскопках
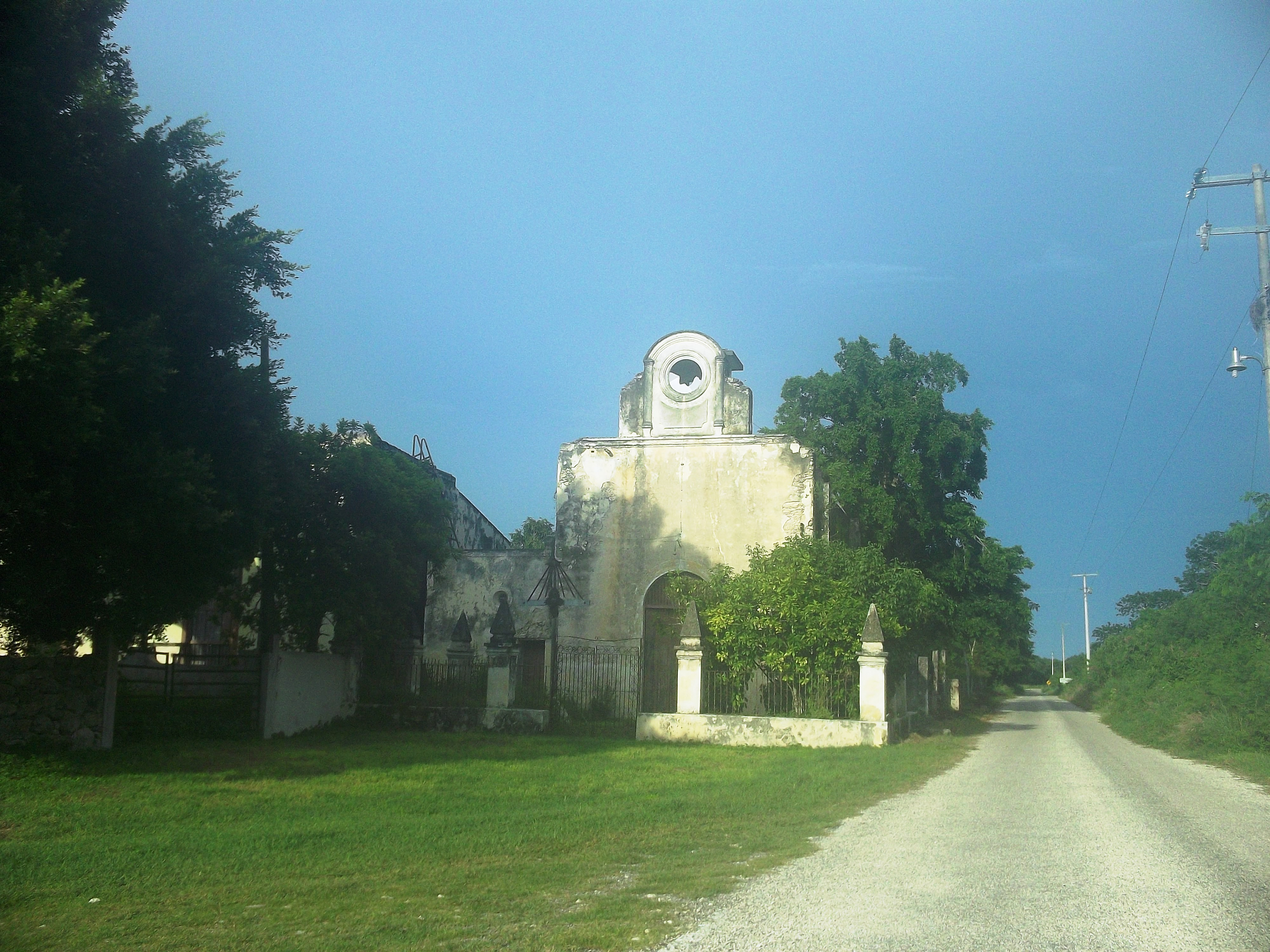
Бывшая асьенда Сан-Николас